# Martha Chwalek
Martha Chwalek (* 4. August 1899 in Breslau als Martha Wende; † 15. Februar 1986 in Berlin) war eine deutsche Gewerkschafterin. Sie war die Ehefrau von Roman Chwalek.

## Leben
Martha Wende wuchs in Breslau auf, wo sie die Volks- und Handelsschule besuchte. Sie wurde anschließend Buchhalterin und heiratete am 13. Juli 1925 Roman Chwalek. Kurz darauf trat sie der KPD und der RGO in Oppeln bei. Für die Partei wurde sie 1928 Stadtverordnete und 1930 Mitglied des Provinziallandtags, trat der Orts- und Bezirksleitung bei und wurde außerdem Frauenleiterin in Oppeln. 1931/32 besuchte sie einen Referentenkurs der Internationalen Lenin-Schule in Moskau.
Nach der Machtergreifung ging Martha Chwalek zusammen mit ihrem Mann in den Untergrund und leistete antifaschistischen Widerstand. Während Roman Chwalek zusammen mit Fritz Schulte versuchte, die Arbeit der verbotenen RGO weiterzuführen, war Martha Chwalek als Sekretärin der Reichsleitung tätig. Ihr Mann wurde am 1. September 1933 verhaftet, während sie sich noch bis zum 18. Januar 1934 versteckt halten konnte und ihr Engagement als Schreibkraft des illegalen RGO-Reichskomitees unter dem neuen Pol.-Leiter Wilhelm Agatz fortsetzte. Ähnlich wie zuvor ihr Mann wurde auch sie nun mit gefälschten Papieren auf den Namen „Hildegard Reinecke“ ausgestattet. Beide zusammen wurden Mitte Januar 1934 festgenommen. Anhand der dabei beschlagnahmten Schriftstücke gelang es den Nationalsozialisten, nahezu die gesamte illegale RGO-Reichsleitung festzunehmen.
Martha Chwalek wurde am 11. Februar 1935 vom „Volksgerichtshof“ in Berlin wegen Vorbereitung zum Hochverrat und Urkundenfälschung zu drei Jahren Haft verurteilt. Sie verbüßte ihre Reststrafe in den KZs Moringen und Lichtenburg. 1938, nach dem Ende ihrer Haftzeit, zog sie mit ihrem Mann nach Berlin-Schulzendorf. Den Rest des „Dritten Reichs“ stand das Ehepaar unter besonderer Beobachtung und wurde immer wieder verhaftet.

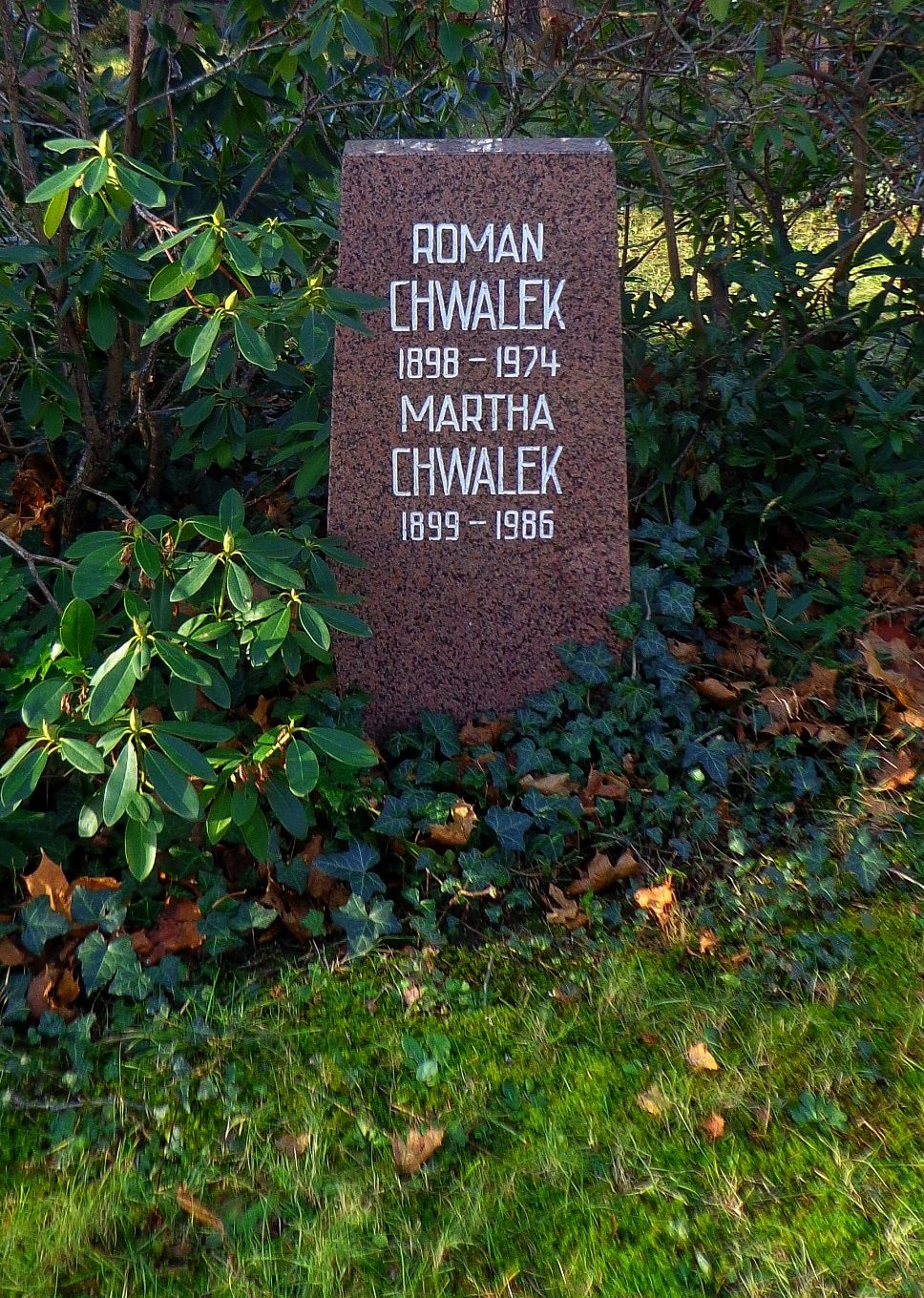
Grabstätte

Nach 1945 war sie in Berlin-Neukölln im amerikanischen Sektor in einem Krankenhaus als Verwaltungsdirektorin beschäftigt. Als SED-Mitglied erhielt sie am 29. Juni 1948 aus politischen Gründen von dem Leiter des Neuköllner Personalamtes Ernst Scharnowski ihr Entlassungsschreiben. Anschließend arbeitete sie als Verwaltungsleiterin des Krankenhauses Berlin-Prenzlauer Berg und seit dem 20. Dezember 1948 als Stadtbezirksrätin und Leiterin des Gesundheitsamtes von Berlin-Pankow. Später fungierte sie als stellvertretende Leiterin der Abteilung Gesundheits- und Sozialwesen im Magistrat von Ost-Berlin und engagierte sich dort in der Parteileitung der Betriebsparteiorganisation.
Im Oktober 1950 wurde sie als Berliner Vertreterin in die Länderkammer der DDR entsandt. Sie war auch stellvertretende Vorsitzende des Bezirksvorstandes Berlin des Demokratischen Frauenbunds Deutschlands (DFD).
1969 ging sie in den Ruhestand und zog sich aus allen Parteifunktionen zurück. Sie verstarb am 15. Februar 1986. Ihre und die Urne ihres Mannes wurden in der Grabanlage Pergolenweg des Berliner Zentralfriedhofs Friedrichsfelde beigesetzt.

## Auszeichnungen
- Medaille für Kämpfer gegen den Faschismus 1933 bis 1945[7]
- 1965 Clara-Zetkin-Medaille
- 1974 Vaterländischer Verdienstorden in Gold
- 1984 Ehrenspange zum Vaterländischen Verdienstorden in Gold[8]